# Роні — Буа-Пер'є (станція)
48°52′57″ пн. ш. 2°28′51″ сх. д. / 48.8825° пн. ш. 2.48083° сх. д.
Роні — Буа-Пер'є (фр. Gare de Rosny–Bois-Perrier) — залізнична (маршрут RER E) та метростанція (лінія 11) в Роні-су-Буа, департамент Сена-Сен-Дені, регіон Іль-де-Франс.
Розташована на 11,216 км залізниці Париж — Мюлуз. 
Названа і розташована по району Буа-Пер'є.

## Історія
Станцію Роні — Буа-Пер'є було відкрито в 1971 році. 
З 1999 року обслуговується поїздами RER E4.
З 13 червня 2024 року стала новою кінцевою станцією 11 лінії паризького метро після відкриття продовження лінії від Мері-де-Ліла. 

Лінія 15 також має обслуговувати станцію в рамках проекту Grand Paris Express . 

## Пересадки
- Автобуси:
  - RATP: 102, 116, 121, 143, 145, 221 та 346
  - Noctilien: N142
  - Titus: 2

## Послуги
| Попередня станція                 | Лінія | Лінія     | Лінія | Наступна станція      |
| --------------------------------- | ----- | --------- | ----- | --------------------- |
| Кінцева                           |       | 11        |       | Кото-Боклер до Шатле  |
| Нуазі-ле-Сек до Нантерр — Ла-Фолі |       | RER RER E |       | Роні-су-Буа до Турнан |